# Quo vadis, baby? (romanzo)
Quo vadis, baby? è un romanzo della scrittrice e  musicista Grazia Verasani, pubblicato nel 2004. Il titolo riprende una battuta del protagonista nel film Ultimo tango a Parigi. Nel 2005 ne è stato tratto l'omonimo film di Gabriele Salvatores. 

## Trama
Bologna, Giorgia, quarantenne investigatrice privata impegnata in piccole indagini, soprattutto su squallidi tradimenti, narra in prima persona la sua vita vissuta alla giornata, tra il lavoro e le sere passate al bar da sola bevendo vino. Nemmeno con il padre ha un buon rapporto: nelle loro vite pesa il suicidio dell'amata sorella Ada in circostanze sospette e quello pochi anni prima della madre. Un amico d'infanzia le spedisce le vecchie lettere che si scambiava con Ada quando lei abitava a Roma e queste la costringono a riflettere sulla sua vita solitaria ma anche sulla morte della sorella. Ada era davvero solo un'aspirante attrice mediocre e disillusa, dedita ai vizi e depressa, oppure questa "A." di cui parla nelle sue lettere è il suo assassino?

## Edizioni
- Quo vadis, baby?, Colorado noir, Mondadori, 2004,  p. 219, ISBN 9788804534242.
- Quo vadis, baby?, Oscar Bestseller n.1699, Mondadori, 2007,  p. 219, ISBN 9788804566113.
- Quo vadis, baby?, Universale Economica Noir, Feltrinelli, 2014,  p. 192, ISBN 9788807883651.

## Opere derivate
Dal romanzo è stato tratto nel 2005 il film Quo vadis, baby? con la regia di Gabriele Salvatores.